# أمرالله (مقاطعة فراشبند)
أمرالله (بالإنجليزية: Mazraeh-ye Amrollah Rezai)‏ هي منطقة سكنية تقع في فارس في إيران. يقدر عدد سكانها بـ 16 نسمة .